# Mandi Koçi
Mandi Koçi (ur. 17 stycznia 1912 w Voskopojë, zm. 1982 w Tiranie) – albański fotograf i operator filmowy. 

## Życiorys
Pochodził z rodziny rzemieślniczej. Po ukończeniu szkoły średniej w Korczy, w 1933 wyjechał do Grecji, gdzie uczył się zawodu fotografa. Po powrocie do kraju założył pierwsze w Korczy studio fotograficzne MAK. W czasie włoskiej okupacji Albanii został aresztowany przez władze okupacyjne i internowany w Porto Romano k. Durrësu, a następnie w Ponzy. Po uwolnieniu w 1944 przyłączył się do ruchu oporu (ps. Maku). Był jednym z nielicznych fotografów, którzy dokumentowali działalność Armii Narodowowyzwoleńczej. W 1947 wyjechał na kurs operatorski do Belgradu (studio Zvezda), a następnie do Moskwy. Tam też wystawiał wykonane przez siebie fotografie.
Po powrocie do kraju zajął się realizacją filmów dokumentalnych. Kierował realizacją filmu Komandanti viziton Shqiperise e Mesme e te Jugut (Komendant odwiedza Środkową i Południową Albanię), pierwszego filmu dokumentalnego zrealizowanego w całości przez ekipę albańską. W 1957 był jednym z dwóch operatorów realizujących pierwszy albański film fabularny Tana.
W 1961 po zerwaniu stosunków Albanii ze Związkiem Sowieckim Koçi został aresztowany przez Sigurimi (jego żona Roza była Rosjanką). Sąd Okręgowy w Tiranie skazał Koçiego na 20 lat więzienia za szpiegostwo. Przebywał w więzieniu w Kaushu. Więzienie opuścił w 1980. Schorowany, dwa lata później zmarł w domu opieki społecznej.

## Filmy dokumentalne
- 1947: Komandanti viziton Shqiperise e Mesme e te Jugut (Komendant odwiedza Środkową i Południową Albanię)
- 1947: Manifestimet e 1 majit (Manifestacje 1 maja)
- 1949: Kongresi i unifikimit të rinisë (Kongres zjednoczeniowy młodzieży)
- 1949: Festivali folkloristik (Festiwal folklorystyczny)
- 1951: Shatërvani i Bashçisarajt (Fontanna Bachczysaraju)
- 1952: Kongresi i 3 i PPSH (III Kongres Albańskiej Partii Pracy)
- 1952: Rruga e lavdishme (Droga chwały)
- 1955: Pushime të gëzuara (Radosny wypoczynek)
- 1957: Festa e madhe (Wielkie święto)
- 1958: Ari i bardhë (Niedźwiedź polarny)